# Esgrima als Jocs Olímpics d'Estiu de 2024
Les proves d'esgrima als Jocs Olímpics de París 2024 es disputaran entre el 27 de juliol i el 4 d'agost de 2024, al Grand Palais de París. L'esgrima és un dels 5 esports que sempre han estat presents en les Olimpíades modernes, des de la 1a edició d'Atenes 1896 i en aquests jocs se celebrarà el centenari de la inclusió del torneig femení, que es va produir en els Jocs Olímpics de París de 1924.
En aquesta edició el nombre de participants serà de 212, 106 en categoria masculina i 106 en categoria femenina. Així augmentaran els participants, dels 200 que van participar a Tòquio 2020. Els esdeveniments seran 12, els mateixos que en la passada edició. Hi haurà les proves masculina i femenina, individual i per equips de sabre, floret i espasa.

## Calendari de competició
|               | Ds 27   | Ds 27   | Dg 28   | Dg 28   | Dl 29   | Dl 29   | Dm 30   | Dm 30   | Dx 31   | Dx 31   | Dj 1    | Dj 1    | Dv 2    | Dv 2    | Ds 3    | Ds 3    | Dg 4    | Dg 4    |
| Esdeveniment  | M       | T       | M       | T       | M       | T       | M       | T       | M       | T       | M       | T       | M       | T       | M       | T       | M       | T       |
| Masculí       | Masculí | Masculí | Masculí | Masculí | Masculí | Masculí | Masculí | Masculí | Masculí | Masculí | Masculí | Masculí | Masculí | Masculí | Masculí | Masculí | Masculí | Masculí |
| ------------- | ------- | ------- | ------- | ------- | ------- | ------- | ------- | ------- | ------- | ------- | ------- | ------- | ------- | ------- | ------- | ------- | ------- | ------- |
| Espasa        |         |         | Q       | F       |         |         |         |         |         |         |         |         |         |         |         |         |         |         |
| Espasa Equips |         |         |         |         |         |         |         |         |         |         |         |         | Q       | F       |         |         |         |         |
| Floret        |         |         |         |         | Q       | F       |         |         |         |         |         |         |         |         |         |         |         |         |
| Floret Equips |         |         |         |         |         |         |         |         |         |         |         |         |         |         |         |         | Q       | F       |
| Sabre         | Q       | F       |         |         |         |         |         |         |         |         |         |         |         |         |         |         |         |         |
| Sabre Equips  |         |         |         |         |         |         |         |         | Q       | F       |         |         |         |         |         |         |         |         |
| Femení        |         |         |         |         |         |         |         |         |         |         |         |         |         |         |         |         |         |         |
| Espasa        | Q       | F       |         |         |         |         |         |         |         |         |         |         |         |         |         |         |         |         |
| Espasa Equips |         |         |         |         |         |         | Q       | F       |         |         |         |         |         |         |         |         |         |         |
| Floret        |         |         | Q       | F       |         |         |         |         |         |         |         |         |         |         |         |         |         |         |
| Floret Equips |         |         |         |         |         |         |         |         |         |         | Q       | F       |         |         |         |         |         |         |
| Sabre         |         |         |         |         | Q       | F       |         |         |         |         |         |         |         |         |         |         |         |         |
| Sabre Equips  |         |         |         |         |         |         |         |         |         |         |         |         |         |         | Q       | F       |         |         |

M= Sessió de matí; T: Sessió de tarda; Q: Ronda eliminatòria i quarts de final; F: Semifinals i Final

## Medaller
| Posició | País | Or | Argent | Bronze | Total |
| ------- | ---- | -- | ------ | ------ | ----- |
|         |      |    |        |        |       |
|         |      |    |        |        |       |
|         |      |    |        |        |       |

## Esdeveniments

### Masculí
| Esdeveniment              | Or                   | Plata                | Bronze                 |
| Sabre individual detalls  | Oh Sang-uk (KOR)     | Farès Ferjani (TUN)  | Luigi Samele (ITA)     |
| Sabre per equips detalls  |                      |                      |                        |
| Espasa individual detalls | Koki Kano (JPN)      | Yannick Borel (FRA)  | Mohamed El-Sayed (EGY) |
| Espasa per equips detalls |                      |                      |                        |
| Floret individual detalls | Cheung Ka Long (HKG) | Filippo Macchi (ITA) | Nick Itkin (USA)       |
| Floret per equips detalls |                      |                      |                        |

### Femení
| Esdeveniment              | Or                                                                         | Plata                                                                                      | Bronze                                                                                           |
| Sabre individual detalls  | Manon Brunet (FRA)                                                         | Sara Balzer (FRA)                                                                          | Olga Kharlan (UKR)                                                                               |
| Sabre per equips detalls  |                                                                            |                                                                                            |                                                                                                  |
| Espasa individual detalls | Vivian Kong (HKG)                                                          | Auriane Mallo (FRA)                                                                        | Eszter Muhari (HUN)                                                                              |
| Espasa per equips detalls | ItàliaRossella Fiamingo · Mara Navarria · Giulia Rizzi · Alberta Santuccio | FrançaMarie-Florence Candassamy · Alexandra Louis-Marie · Auriane Mallo · Coraline Vitalis | PolòniaAleksandra Jarecka · Alicja Klasik · Renata Knapik-Miazga · Martyna Swatowska-Wenglarczyk |
| Floret individual detalls | Lee Kiefer (USA)                                                           | Lauren Scruggs (USA)                                                                       | Eleanor Harvey (CAN)                                                                             |
| Floret per equips detalls |                                                                            |                                                                                            |                                                                                                  |